# Comuna Siliștea Crucii, Dolj
Siliștea Crucii este o comună în județul Dolj, Oltenia, România, formată numai din satul de reședință cu același nume.

## Demografie
Componența etnică a comunei Siliștea Crucii
     Români (86,46%)
     Romi (2,32%)
     Alte etnii (0,32%)
     Necunoscută (10,9%)
Componența confesională a comunei Siliștea Crucii
     Ortodocși (88,62%)
     Alte religii (0,24%)
     Necunoscută (11,14%)
Conform recensământului efectuat în 2021, populația comunei Siliștea Crucii se ridică la 1.248 de locuitori, în scădere față de recensământul anterior din 2011, când fuseseră înregistrați 1.609 locuitori. Majoritatea locuitorilor sunt români (86,46%), cu o minoritate de romi (2,32%), iar pentru 10,9% nu se cunoaște apartenența etnică. Din punct de vedere confesional, majoritatea locuitorilor sunt ortodocși (88,62%), iar pentru 11,14% nu se cunoaște apartenența confesională.

## Politică și administrație
Comuna Siliștea Crucii este administrată de un primar și un consiliu local compus din 9 consilieri. Primarul, Laurențiu-Adrian Sandu[*], de la Partidul Național Liberal, este în funcție din 1 noiembrie 2024. Începând cu alegerile locale din 2024, consiliul local are următoarea componență pe partide politice:
|  | Partid                          | Consilieri | Componența Consiliului | Componența Consiliului | Componența Consiliului | Componența Consiliului |
|  | ------------------------------- | ---------- | ---------------------- | ---------------------- | ---------------------- | ---------------------- |
|  | Partidul Național Liberal       | 4          |                        |                        |                        |                        |
|  | Partidul Social Democrat        | 4          |                        |                        |                        |                        |
|  | Alianța pentru Unirea Românilor | 1          |                        |                        |                        |                        |

## Personalități
- Mihail Nemeș (1944 - 2005), traducător român din literaturile franceză și germană.